# Jean-Charles Courtalon-Delaistre
Pour les articles homonymes, voir Courtalon.
Jean-Charles Courtalon, né le 21 juin 1735 à Dienville et mort le 27 octobre 1786 à Sainte-Savine, est un historien français spécialisé dans l'étude de la ville de Troyes.

## Biographie
Né dans une famille de cultivateurs, il rajoute Delaistre à son nom de signature alors que son extrait d'acte de naissance le dit né de Mme Delestres. Il fut vicaire à Église Saint-Jean-du-Marché de Troyes. Son deuxième poste fut à l'Hôpital de Mery-sur-Seine avant d'être nommé à la cure de l'Église Sainte-Savine de Sainte-Savine où il est resté quinze années en poste.
Ses premiers travaux furent des poèmes avant que ne paraisse l’Histoire de la Vie et du culte de sainte Savine en 1774.

## Publications
- Traduction en vers de la seconde Ode d'Horace, avril 1763.
- [1765] Épitre au R.P.B. sur l'Anti-Uranie (en vers), Troyes, libr.-impr. veuve J. Lefebvre, 1765, 9 p. (lire en ligne [PDF] sur gallica).
- Histoire de la Vie et du culte de sainte Savine, Troyes, Garnier, 1774.
- [1781] Éloge de Pierre Mignard, dit le Romain, premier peintre de Louis XIV (prononcé dans la grand' salle de l'hôtel de ville de Troyes, pour la distribution des prix de l'École gratuite élémentaire de dessin, le 2 septembre 1781), Troyes / Paris, impr. Veuve Gobelet / libr. Antoine Fournier, 1781, 45 p. (lire en ligne [PDF] sur gallica).
- La Vie de Pierre Comestor, Troyes, veuve Gobelet, 1782.
- [1783-1784] Topographie historique de la ville et du diocèse de Troyes (3 tomes, dont : t. 1, 1783, 483 p. ; t. 2, 1783, 466 p. ; et t. 3, 1784, 488 p.), Troyes / Paris, impr. Veuve Gobelet / libr. Antoine Fournier, 1783 ou 1784, sur books.google.fr (lire en ligne).

### Manuscrits
- Histoire des comtes de Champagne et de Brie (manuscrit 3652 ; avec une carte des principaux domaines des comtes de Champagne dressée par M. Courtalon, géographe et frère de l'auteur), bibliothèque municipale de Troyes, date inconnue, 233 p. (présentation en ligne).
- [1782] Histoire de la chastellenie, baronnie et duché de Villemaur, ensuite duché Estissac, pour servir à l'histoire de la Champagne (manuscrit 2254 ; rédigé d'après les mémoires de M. Chèvre de la Charmotte doyen-curé de Villemaur), bibliothèque municipale de Troyes, 1782 (présentation en ligne).
- Éloge historique de Guillaume de Taix, doyen de l'Eglise de Troyes, ms 2481, bibliothèque municipale de Troyes.